# Hyndluljóð
 Der er for få eller ingen kildehenvisninger i denne artikel, hvilket er et problem. Du kan hjælpe ved at angive troværdige kilder til de påstande, som fremføres i artiklen.

Hyndluljóð ("Hyndlas kvad") er et oldnordisk digt, der ofte betragtes som en del af den Ældre Edda. Det er bevaret i sin helhed i Flateyjarbók, men dele af digtet findes også i den Yngre Edda, hvor det siges at stamme fra Völuspá hin skamma.
I digtet mødes gudinden Freja med vølven Hyndla og de rider sammen til Valhal. Freja rider på sit vildsvin Hildisvíni og Hyndla på en ulv. Deres mål er at find ud af Óttars ophav så han kan få sin arv. Meget af digtet består af Hyndla der reciterer et antal navne fra Óttars forfædre.
Digtet er muligvis skrevet i 1100-tallet, mens historien sandsynligvis er ældre.